# Mattéo Vercher
Mattéo Vercher (Lyon, 26 januari 2001) is een Frans wielrenner.

## Carrière
Na een stageperiode werd Vercher in 2023 prof bij TotalEnergies. In april 2024 behaalde hij zijn eerste profzege door de Ronde van de Doubs te winnen.

## Overwinningen
2022
Puntenklassement Tour du Pays de Montbéliard
2e etappe Driedaagse van Cherbourg-en-Cotentin
Eindklassement Driedaagse van Cherbourg-en-Cotentin
2024
Bergklassement Ronde van de Alpes-Maritimes
2025
Ronde van de Doubs

## Resultaten in voornaamste wedstrijden
| Jaar | Ronde van Italië | Ronde van Frankrijk | Ronde van Spanje |
| ---- | ---------------- | ------------------- | ---------------- |
| 2023 |                  |                     |                  |
| 2024 |                  | 103e                |                  |
| 2025 |                  | 124e                |                  |

| Jaar | Amstel Gold Race | Luik-Bast.‑Luik | Ronde van Lombardije | Waalse Pijl |
| ---- | ---------------- | --------------- | -------------------- | ----------- |
| 2023 | opgave           | opgave          | opgave               | 145e        |
| 2024 |                  |                 |                      | opgave      |
| 2025 |                  |                 |                      |             |

## Ploegen
- 2022 –  Team TotalEnergies (stagiair vanaf 1 augustus)
- 2023 –  TotalEnergies
- 2024 –  TotalEnergies
- 2025 –  TotalEnergies

Boasson Hagen · Bodnar · Bonifazio · Burgaudeau · Cabot · de la Parte · Doubey · Dujardin · Ferron · Geniez (tot 31/5) · Grellier · Jousseaume · Latour · Lawless · Manzin · Oss · Ourselin · Rodríguez · J. Sagan · P. Sagan · Simon · Soupe · Terpstra · Turgis · Van Gestel · Vuillermoz · Devanne (stagiair) · Vercher (stagiair)
Boasson Hagen · Bodnar · Bonnet · Burgaudeau · Cabot · Cras · de la Parte · Doubey · Dujardin · Ferron · Grellier · Jeannière · Jousseaume · Latour · Manzin · Oss · Ourselin · Sagan · Simon · Soupe · Tesson · Turgis · Van Gestel · Vercher · Vuillermoz · Boniface (stagiair) · Cialone (stagiair) · Grolier (stagiair)
Boniface · Bonnet · Burgaudeau · Cras · Doubey · Dujardin · Ferron · Gachignard · Grellier · Jeannière · Jegat · Jousseaume · Latour · Manzin · Ourselin · Simon · Soupe · Tesson · Turgis · Vadic · Van Gestel · Vercher · Vuillermoz · Boulahoite (stagiair) · Marcerou (stagiair) · Sanchez (stagiair)